# Gustave Klotz
Pour les articles homonymes, voir Klotz.

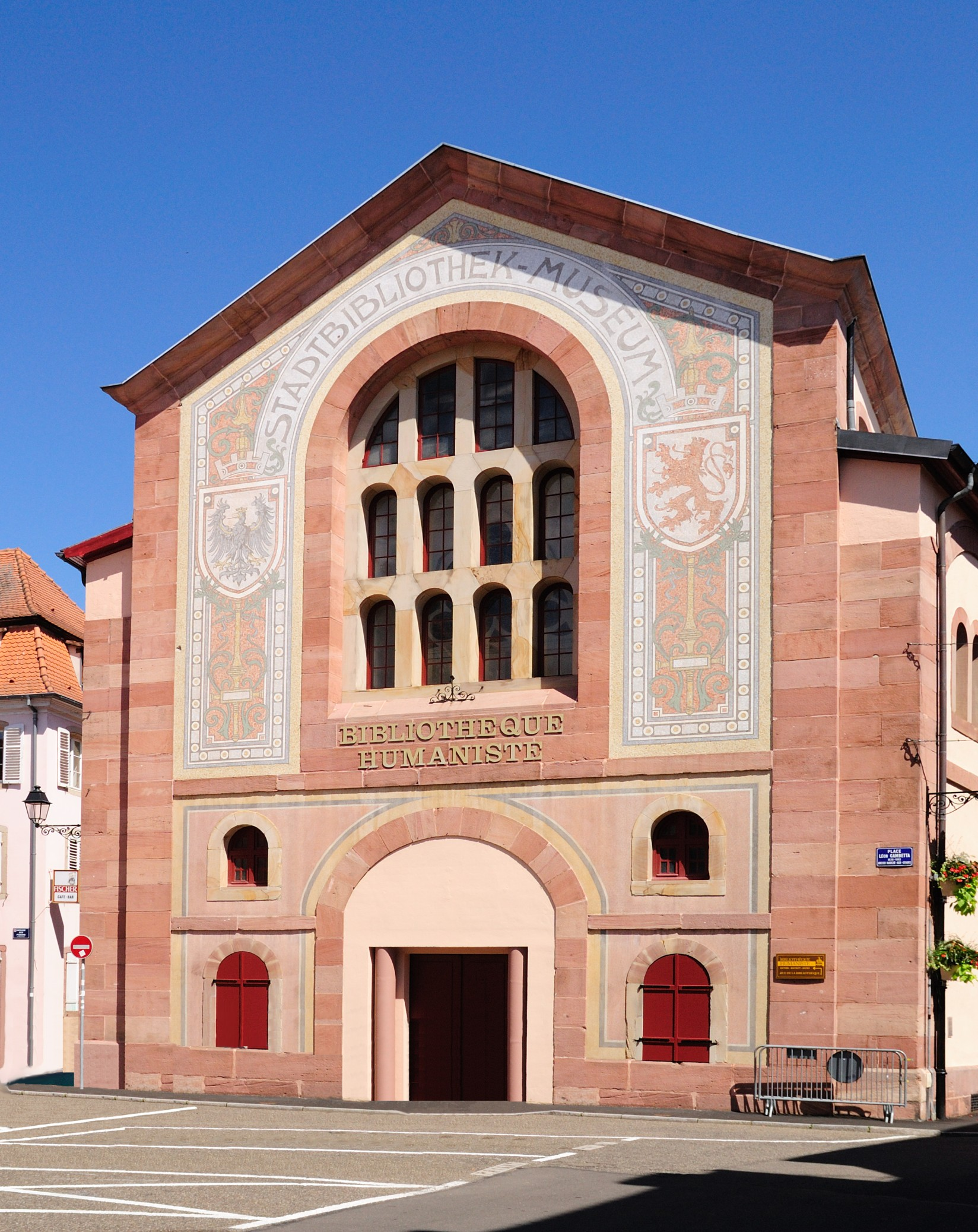
Façade de l'ancienne halle aux blés de Sélestat

Gustave Klotz, né le 29 novembre 1810 à Strasbourg et mort le 24 janvier 1880 dans la même ville, est un architecte français.

## Biographie
Petit fils d'Antoine Klotz (1756-1819), lui-même architecte de l'Œuvre Notre-Dame pendant la période révolutionnaire, après avoir été entrepreneur de travaux publics et architecte.
Gustave est formé à Paris dans l'atelier de Léon Vaudoyer puis chez Henri Labrouste. En 1831, il part pour Rome pour compléter sa formation. Il y reste trois années pendant lesquelles il fait la connaissance d'Ambroise Thomas, d'Hippolyte Flandrin entre autres, avec lesquels il conserve des relations durant sa vie entière. En juillet 1834, Gustave Klotz est entrepreneur à Strasbourg. Il a repris l'entreprise de son oncle Jean François Meyé, décédé en 1830, qui était architecte et entrepreneur des travaux de la ville.
Il est nommé architecte de l'Œuvre Notre-Dame le 8 juillet 1838 et le restera pendant plus de 40 ans jusqu’à sa mort en 1880. Chargé de la restauration de la cathédrale Notre-Dame de Strasbourg, il intervient notamment après le bombardement allemand de 1870, et est le premier à considérer la cathédrale comme un monument historique : « restituer et non composer » devient le mot d'ordre. En 1871 il opte pour la nationalité allemande afin de préserver la mission qui lui tient à cœur. En 1872 il remet au maire, Ernest Lauth, un rapport intitulé 1870 : Cathédrale de Strasbourg. Réparation générale des dégâts causés par le bombardement.

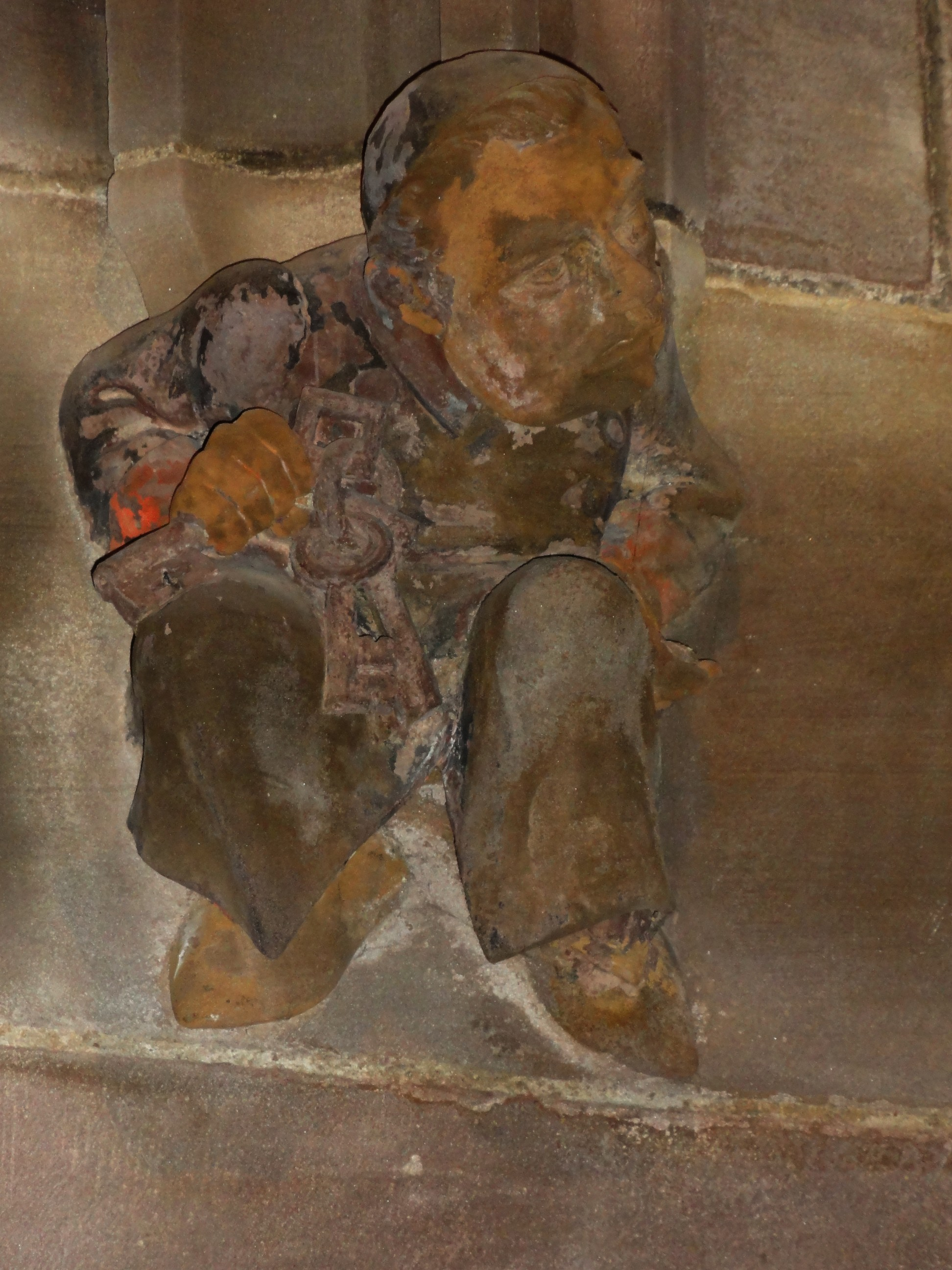
L'architecte soutenant un pilier de sa cathédrale.

Klotz réalisa entre autres la tour de croisée actuelle de la cathédrale, ou coupole du cœur, dite tour Klotz, dans un style néo-byzantin. Une statue représentant l'architecte Gustave Klotz tenant les clefs de la cathédrale se trouve dans le vestibule néo-gothique de l'entrée nord.
Également architecte du département, Gustave Klotz se voit confier de nombreux chantiers : à Strasbourg, la Préfecture, le Palais de Justice, la caserne de gendarmerie, les tribunaux, les prisons, le dépôt d’étalons, l'immeuble du 5, place du Château qui fut loué à l'école de Médecine militaire en 1861, et dans le Bas-Rhin : l'établissement thermal de Niederbronn ou l'asile psychiatrique de Stephansfeld (Brumath). À Sélestat il construit la Halle aux Blés – qui accueille désormais la Bibliothèque humaniste – et dresse les plans pour la restauration de église Saint-Georges.

## Hommages
Une rue de Strasbourg porte son nom.
Une rue porte également son nom à Wolxheim, où il possédait une maison de campagne.